# 圣西尔万巴勒罗克
圣西尔万巴勒罗克（法語：Saint-Silvain-Bas-le-Roc，法語發音：[sɛ̃ silvɛ̃ ba lə ʁɔk]）是法国克勒兹省的一个市镇，位于该省东北部，属于盖雷区。

## 地理
圣西尔万巴勒罗克（46°19'52"N, 2°13'39"E）面积15.32 平方千米，位于法国新阿基坦大区克勒兹省。克勒兹省为法国中部省份，位于法國中央高原西北部，北起安德尔省和谢尔省，西接维埃纳省，南至科雷兹省，东临多姆山省，东北与阿列省接壤。
与圣西尔万巴勒罗克接壤的市镇（或旧市镇、城区）包括：布萨克、布萨克堡、拉沃弗朗什、莱拉、马勒雷布萨克、图勒圣克鲁瓦。

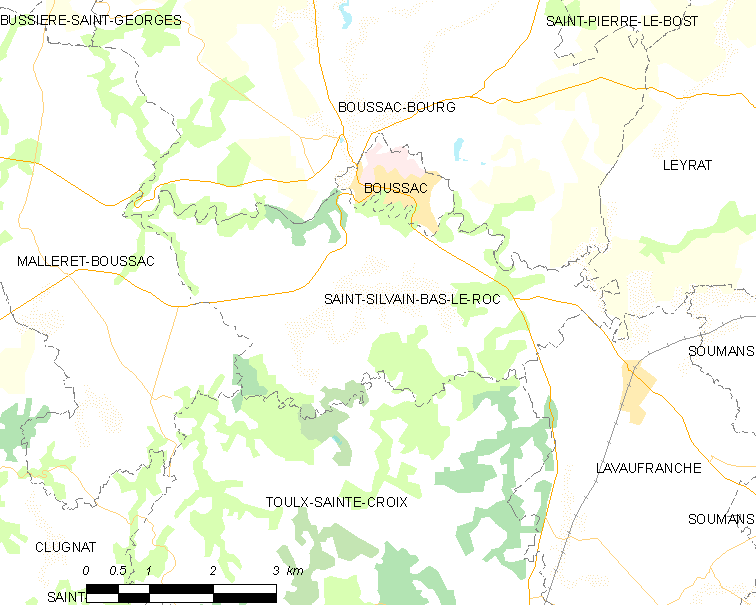
圣西尔万巴勒罗克的OSM定位图

圣西尔万巴勒罗克的时区为UTC+01:00、UTC+02:00（夏令时）。

## 行政
圣西尔万巴勒罗克的邮政编码为23600，INSEE市镇编码为23240。

## 政治
圣西尔万巴勒罗克所属的省级选区为布萨克县。

## 人口

1962-2008年间圣西尔万巴勒罗克人口变化图示

圣西尔万巴勒罗克于2022年1月1日时的人口数量为409人。